# Delaney River
Delaney River är ett vattendrag i Australien. Det ligger i delstaten Queensland, omkring 1 400 kilometer nordväst om delstatshuvudstaden Brisbane.
Omgivningarna runt Delaney River är huvudsakligen savann. Trakten runt Delaney River är nära nog obefolkad, med mindre än två invånare per kvadratkilometer. Genomsnittlig årsnederbörd är 831 millimeter. Den regnigaste månaden är januari, med i genomsnitt 240 mm nederbörd, och den torraste är augusti, med 2 mm nederbörd.